# Ashlyn Harris
Ashlyn Michelle Harris, född 19 oktober 1985 i Cocoa Beach i Florida, är en amerikansk fotbollsmålvakt som spelar för Orlando Pride och i USA:s landslag. Hon ingick i laget som vann världsmästerskapet i fotboll för damer 2015 och 2019 men fick endast speltid i den andra turneringen.
28 december 2019  ingick Harris äktenskap med Ali Krieger. Den 14 februari 2021 tillkännagav paret adoptionen av deras dotter, Sloane Phillips Krieger-Harris, född två dagar tidigare. Den 16 augusti 2022 kunde de även tillkännage adoptionen av deras son, Ocean Maeve Krieger-Harris. Den 19 september 2023 valde Harris att ansöka om skilsmässa från Krieger.
I april 2024 blev det känt, att Harris var i en relation tillsammans med skådespelerskan Sophia Bush, i samband med att Bush själv kom ut som queer, i en egenskriven artikel i tidningen Glamour.